# 미로슬라프 카들레츠
미로슬라프 카들레츠(체코어: Miroslav Kadlec, 1964년 6월 22일, 체코슬로바키아 우헤르스케흐라디슈테 ~ )는 체코의 전 축구 선수다. 그는 체코슬로바키아 소속으로 A매치 38경기 1골을 기록했으며 1990년 FIFA 월드컵에도 출전했다. 또한 체코 소속으로 26경기 1골을 기록했으며 UEFA 유로 1996에 주장으로 출전하였다. 특히 이 대회 4강전 프랑스전 승부차기에서 마지막 키커로서 득점에 성공했었다. 그의 아들인 미할 카들레츠는 현재 터키 쉬페르리그의 페네르바체에서 활동하고 있다.

## 수상
카이저슬라우테른
- 분데스리가 : 1990-91, 1997-98
- DFB-포칼 : 1995-96

 체코
- UEFA 유로 2004 4강